# Старицька Анна Георгіївна
Анна Георгіївна Старицька (також Ганна Старицька, фр. Anna Staritsky; 27 грудня 1907 (або січень 1908), Полтава — 13 лютого 1981, Париж), — українська й французька художниця, живописець, графік.

## Біографія
Народилася, за різними даними, 27 грудня 1907 року або в січні 1908 року в Полтаві в родині спадкового дворянина статського радника Георгія Єгоровича Старицького. Племінниця В. І. Вернадського.
Після більшовицького перевороту 1917 року переїхала з матір'ю до Москви, де з 13 років відвідувала дитячу художню школу малювання графині Т. Л. Сухотіної-Толстої.
1925 — Ганна Старицька поїхала на лікування до Франції, оскільки хворіла на туберкульоз кісток.
1926 — переїхала до батька у Болгарію, тут вона вступила до Школи красних мистецтв у Софії, де навчалася протягом 5 років. Після закінчення академії переїхала до Брюсселя.
1932—1946 — спеціалізувалася в сфері ілюстрації та реклами, працювала дизайнером у брюссельських друкарнях.
Після другої світової війни деякий час жила в Ніцці, де тоді працювала група художників, названа пізніше «Ніццькою школою», що мала певний вплив на художницю.
1952 — переїхала до Парижу, де під впливом чоловіка, бельгійського художника Гійома Орикса, захопилася абстракцією і докорінно змінила свій стиль живопису. У цей період виходять з-під її пензля яскраві картини-поеми. Художниця вдавалася до сміливих експериментів, вдосконалюючи техніку колажу, займалася гравюрою на цинку, міді, камені, лінолеумі, а також оформленням поетичних збірок для своїх друзів. Окрім того малювала пером, а також займалася обробкою дерева.
З 1951 твори Старицької експонуються в салоні Нових реальностей у Парижі, згодом відбулися декілька персональних виставок в Брюсселі, Антверпені, Ніцці, Каннах.
У 1970-х роках художниця захопилася тематикою демонології. На її полотнах цього періоду проглядаються постаті чаклунів, духів невизначених контурів, навіяні давньослов'янською міфологією.
Померла у Парижі 13 лютого 1981 року. Похована на цвинтарі Монпарнас.

## Вшанування пам'яті
В Полтаві існує провулок Ганни Старицької.